# Jelena Sieriogina
Jelena Wadimowna Sieriogina (ros. Елена Вадимовна Серёгина; ur. 30 grudnia 2001 w Rybińsku) – rosyjska łyżwiarka szybka specjalizująca się w short tracku, olimpijka z Pekinu 2022.

## Wyniki

### Igrzyska olimpijskie
| Rok  | Gospodarz | 500 m | sztafeta kobiet | sztafeta mieszana |
| ---- | --------- | ----- | --------------- | ----------------- |
| 2022 | Pekin     | 6     | 7               | 7                 |